# العلاقات الإسرائيلية الإندونيسية
العلاقات الإسرائيلية الإندونيسية تشير إلى العلاقات الثنائية التاريخية والحالية بين إسرائيل وإندونيسيا. لا يحتفظ البلدين بعلاقات دبلوماسية رسمية. وفقا لاستطلاع بي بي سي للخدمة العالمية فإن 70% من الاندونيسيون ينظرون إلى نفوذ إسرائيل بنظرة سلبية، بينما أبدى 12% منهم عن وجهة نظر إيجابية لتكون واحدة من أكثر التصورات سلبية تجاه إسرائيل في آسيا.

## التاريخ

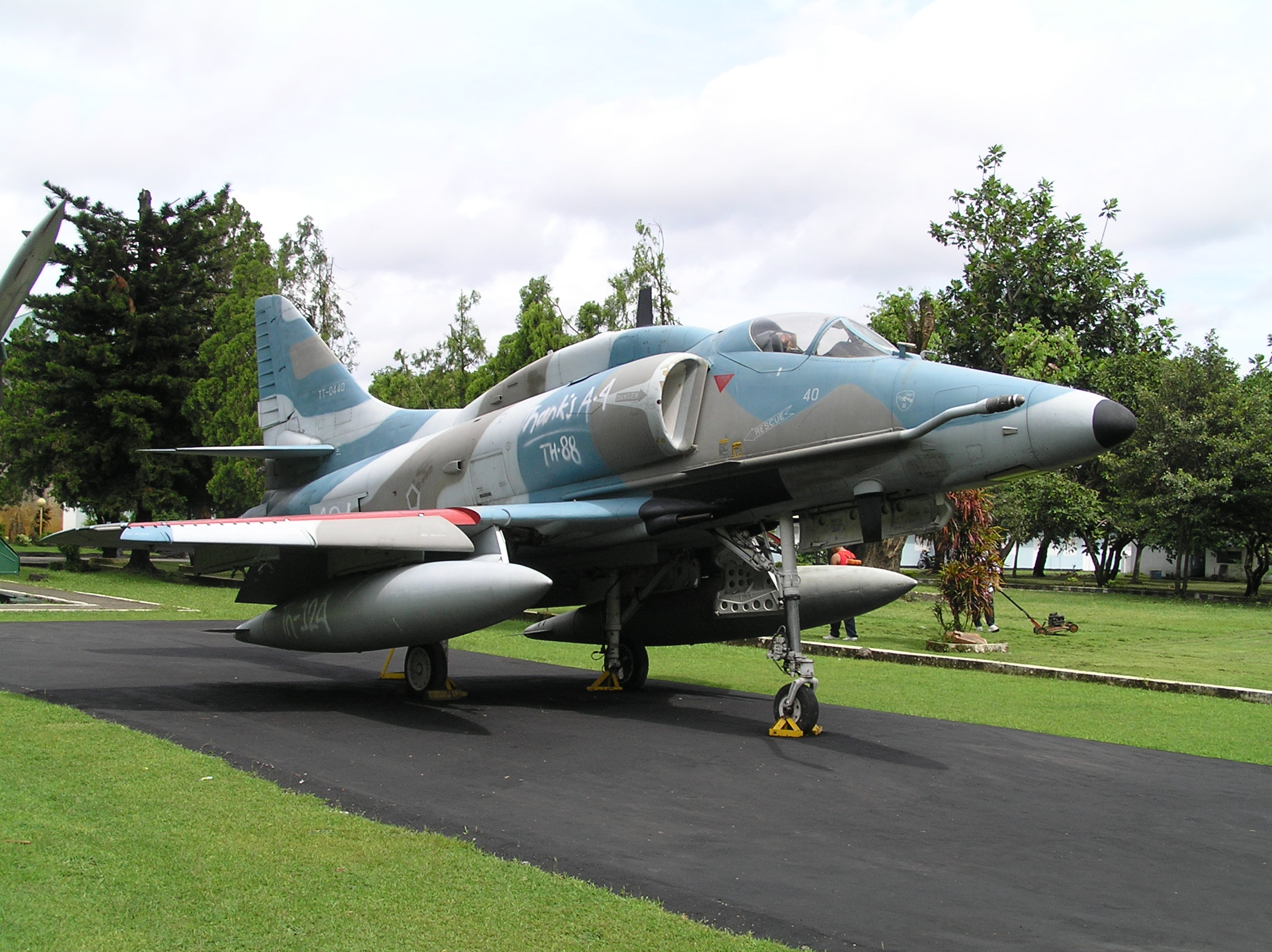
اشترت إندونيسيا أكثر من 30 طائرة من نوع إيه-4 سكاي هوك من إسرائيل في أوائل الثمانينيات، على الرغم من عدم الاعتراف بها أو العلاقات الدبلوماسية.

في حين أن إندونيسيا لا تعارض إسرائيل بطبيعتها، إلا أنها تخاف من استفزاز العناصر الإسلامية في الداخل. تجاهل
الرئيس السابق سوكارنو المبادرات الإسرائيلية، وتبنى سياسة قوية مؤيدة للعرب كجزء من رؤيته المناهضة للاستعمار. كان الحادث الملحوظ طرد إسرائيل وجمهورية الصين (تايوان) من دورة الألعاب الآسيوية لعام 1962 التي أقيمت في جاكرتا. بسبب ضغوط الدول العربية وجمهورية الصين الشعبية، رفضت الحكومة الإندونيسية إصدار تأشيرات دخول للوفدين الإسرائيلي والتايواني، وبالتالي رفضت دخول وفود من إسرائيل.
في عام 1993، التقى رئيس وزراء إسرائيل يتسحاق رابين بالرئيس الإندونيسي سوهارتو في مقر إقامته الخاص في جاكرتا. وفقاً لما قالته الصحيفة فإن هذه الزيارة كانت غير مقررة لرابين، حيث أنها حدثت أثناء رئاسة سوهارتو لـحركة عدم الانحياز وبعد فترة قصيرة من اتفاقية أوسلو. كان هذا أول اجتماع رفيع المستوى على الإطلاق بين الزعيمين.
في عام 1999، بعد سقوط النظام جديد، ذكر الرئيس الإندونيسي عبد الرحمن وحيد ووزير الخارجية علوي شهاب رغبتهما في فتح العلاقات مع إسرائيل وإن كان ذلك فقط على المستوى الروابط الاقتصادية والتجارية. يعتقد وحيد أن إندونيسيا ليس لديها سبب لتكون ضد إسرائيل. وأشار إلى حقيقة أن إندونيسيا لديها «علاقات طويلة الأمد» مع الصين والاتحاد السوفيتي، وهما دولتان يعتبران أن الإلحاد جزء من دساتيرهما، وأوضح كذلك أن إسرائيل «تتمتع بسمعة طيبة كأمة ذات تقدير كبير لله والدين». ومع ذلك، بعد عزل وحيد من منصبه في عام 2001، لم يتم بذل أي جهد لتحسين العلاقات بين إندونيسيا وإسرائيل.
في عام 2005، قالت إندونيسيا إن إقامة علاقات دبلوماسية كاملة مع إسرائيل لن تكون ممكنة إلا بعد التوصل إلى السلام بين إسرائيل وفلسطين. عقد وزير الخارجية الإسرائيلي سيلفان شالوم أول لقاء سري مع نظيره الإندونيسي حسن ويراجودا خلال قمة الأمم المتحدة في مدينة نيويورك في سبتمبر 2005. ومع ذلك، استبعد الرئيس الإندونيسي سوسيلو بامبانغ يودويونو إقامة علاقات دبلوماسية رسمية لكنه قال: «أي اتصال بين المسؤولين الإندونيسيين والإسرائيليين سيكون موجهاً نحو هدف مساعدة الشعب الفلسطيني في نيل استقلاله».
في عام 2006، أدانت إندونيسيا والعديد من الجماعات الإسلامية في البلاد العملية العسكرية الإسرائيلية المستمرة في غزة وطالبت بالإفراج عن المسؤولين الفلسطينيين المعتقلين، كما دعا إسرائيل إلى سحب قواتها من لبنان أثناء حرب لبنان 2006. أفادت وزارة الخارجية الإندونيسية أن فريق التنس الوطني ينسحب من مباريات كأس الاتحاد في إسرائيل، قائلة «نشهد غزوًا عسكريًا من قبل إسرائيل واعتقال العشرات من المسؤولين الفلسطينيين... أصبح من المستحيل الآن للعب هناك».

في زيارة إلى سنغافورة في عام 2006، دعا الدبلوماسي علي يحيى إلى إقامة علاقات مباشرة بين إسرائيل وإندونيسيا. قال في مقابلة مع «جاكرتا بوست»: 
أنا أسيء فهم سبب كون العلاقة بين الدول ذات الغالبية المسلمة في آسيا معادية لإسرائيل. إذا كان ذلك بسبب إسرائيل وفلسطين، إذن (كيف يمكن التوفيق بين ذلك) لدينا سلام مع الأردن ومصر والمغرب ولكن ليس مع شرق آسيا؟
نحمي الأماكن المقدسة في إسرائيل، ونحترم اللغة العربية، ونجمع الأئمة والحاخامات معًا لإجراء مناقشات. أطرح سؤالا إذا كانت الدول الإسلامية في آسيا تستطيع أن تفتح لنا الباب لبلدها، حتى نفتح العلاقات معها.

هناك الكثير من الفرص في إسرائيل، ومن خلال التأكيد على الحاجة إلى التعاون، نود أن تحصل هذه الدول أيضًا على نصيب من هذه الفرص. ولكن للقيام بذلك، يجب أن تتاح لنا الفرصة للتحدث مباشرة مع هذه البلدان، والتي آمل أن تأتي قريبًا. 
في عام 2008، نشرت صحيفة جاكرتا بوست رسالة من نائب وزير الخارجية الإسرائيلي، مجالي وهابي، تحث إندونيسيا على القيام بدور في الدعوة إلى السلام في الشرق الأوسط. اقترح المحللون أن طباعة الرسالة قد تكون إشارة إلى حدوث تقارب بين البلدين. لكن حرب غزة التي استمرت من أواخر 27 ديسمبر/كانون الأول 2008 إلى 18 يناير/كانون الثاني 2009 أثرت على العلاقات. وأدانت إندونيسيا بشدة التصرفات الإسرائيلية ووصفتها بـ «العدوان» وعبرت عن دعمها للفلسطينيين.
في آذار / مارس 2016، دعا رئيس الوزراء الإسرائيلي بنيامين نتنياهو إلى تطبيع العلاقات مع إندونيسيا، مشيرًا إلى «العديد من فرص التعاون الثنائي» وأضاف أن الأسباب التي تمنع العلاقات بين البلدين لم تكن تعد ذات صلة. ومع ذلك، رفضت إندونيسيا قائلة إنها لن تفكر في التطبيع إلا إذا تحقق الاستقلال الفلسطيني.
في عام 2018، زار عضو مجلس الشورى الرئاسي يحيى شوليل ستاقف إسرائيل للقاء بنيامين نتنياهو وانضم إلى منتدى يهودي، ورد عليه الجمهور الإندونيسي سلبًا.

## اتفاقيات
في عام 2008، وقعت إندونيسيا اتفاقية تعاون طبي مع خدمة الطوارئ الطبية الوطنية في إسرائيل بقيمة 200 ألف دولار أمريكي.

### سياحة وسفر
المواطنون الإسرائيليون مؤهلون للحصول على التأشيرات إلى إندونيسيا للسفر السياحي الجماعي للدخول الفردي والسفر التجاري لمرة واحدة. للإندونيسيين، السائح يحصل على التأشيرات إلى إسرائيل فقط للسفر الجماعي من خلال وكالات السفر. في مايو 2018، منعت إندونيسيا حاملي جوازات السفر الإسرائيلية من دخول البلاد، وهو ما ردته إسرائيل، وإن لم يكن لجميع أنواع التأشيرات. بعد شهر، ألغى البلدان حظر السياحة.